# Львівський філіал Національного науково-дослідного центру України
Львівська філія Національного науково-дослідного реставраційний центру України (ЛФ ННДРЦ України) — заклад культури загальноукраїнського значення, розташований у Львові.

## Історія
13 грудня 1983 року, була створена Львівська філія Державних науково-дослідних реставраційних майстерень з метою покращення обслуговування музеїв Західного регіону України. У серпні 1992 року майстерні перейменовано в Український науково-дослідний реставраційний центр, а в травні 1997 року у Львівську філію Національного науково-дослідного реставраційного центру України. На теперішній час ми маємо велику кількість творів мистецтва, зосереджених у музейних збірках Львова, Івано-Франківська, Рівного, Луцька, Острога і т.д. Зросла потреба у планомірній роботі з врятування іконопису як у музейних збірках, так і храмових спорудах, а найголовніше - в наукових підходах до вирішення проблем консервації реставрації та реконструкції пам'яток.
Фахівці філії керуються програмою, яка передбачає роботи з відбору творів на реставрацію, консерваційно-реставраційні та профілактичні заходи, проведення експертиз та надання консультацій, розробку нових методів і прийомів, що сприятимуть збереженню експонатів.
Стало правилом, що реставраційним роботам передують комплексні або вибіркові дослідження, попередні обговорення методики реставрації. Всі роботи на пам'ятках проводяться під контролем реставраційних рад. Згідно зі своїми завданнями філія центру з року в рік розширює консультативну, методичну, практичну допомогу музеям. Це експертиза, реставрація, кліматологія, боротьба з біошкідниками, підготовка та підвищення кваліфікації і атестації реставраційних кадрів.

## Діяльність
- 1996 - 1997 рр. реставрація іконостаса із с. Прилбичі - родинного села митрополита А. Шептицького із збірки Національного музею у Львові.
- 1997 - 2005 рр. реставрація іконостаса із церкви Воздвиження чесного Хреста монастиря Скит Манявський (Богородчанський іконостас) 1698 - 1705 рр. авторства Йова Кондзелевича із збірки Національного музею у Львові.
- 1999 - 2000 рр. реставрація настінних розписів (автор Сосенко Модест Данилович) в церкві Св. Миколая в місті Золочеві (Львівська область).
- 2001 - 2006 рр. реставрація іконостаса в церкві Св. Трійці (XVII - XVIII ст.) в місті Жовкві (Львівська область)
- 2006 - 2007 рр. реставрація серії портретів родини Любомирських XVII - XIX ст. із збірки Львівської історичного музею
- 2006 р. реставрація іконостаса (автор Ю. Новосельський) в церкві Воздвиження Чесного Хреста в Кракові.
- 2009 - 2010 рр. реставрація та вивчення іконостаса із с. Гумнисько кін XVII - XIX ст. із збірки Львівської Національної галереї мистецтв
- 2010 - 2011 рр. реставрація та вивчення вівтаря Св. Анни із с. Скелівка (Фельштин) кін XVI - поч. XVII ст. із збірки Львівської Національної галереї мистецтв
- 2011 - 2012 рр. реставраційна робота над групою експонатів із збірки Львівської Національної галереї мистецтв (барокова поліхромна скульптура XVIII ст., та твори олійного і темперного живопису та іконопису XV - XVIII ст.), та Музею Волинської ікони (Луцьк) (поліхромна скульптура та іконопис XVII - XVIII ст.).
- 2012 - робота спільно із реставраторами Львівської національної галереї мистецтв та ННДРЦ УКраїни над групою скульптур авторства Й. Г. Пінзеля в рамках підготовки для виставки в музеї Лувр (Париж,листопад 2012 - лютий 2013 рр.)
- На базі Львівської філії ННДРЦ України 17-21 вересня 2012 р. проходив семінар-практикум “Організація та робота Державної комісії з атестації художників-реставраторів України”.

## Адміністрація
- Директор - Тарас Откович
- Заступник директора з науково-дослідної роботи - Ольга Канарська-Луцан
- Завідувач відділом наукових досліджень - Олександра Павленко
- Завідувач відділом науково-дослідної реставрації - Мирослава Білецька-Зварич

## Виставки
За період існування організацією було проведено ряд реставраційних виставок:
- • 1989 р. «Реставрація музейних колекцій». Львівський музей етнографії та художнього промислу Україна
- • 1992 р. «Виставка одного шедевру. Ікона Богородиця із Дорогобужа». Львівський музей етнографії та художнього промислу Україна
- • 1992 р. «Виставка одного шедевру. Ікона Богородиця із Дорогобужа». Київ, Державний музей українського мистецтва
- • 1993 р. Виставка «Відродженні шедеври» до 10-ти річчя заснування ЛФ ННДРЦ України. Львівський музей етнографії та художнього промислу Україна
- • 1997 р. «Прилбицький іконостас». Національний музей у Львові
- • 2000 р. «Реставрація іконостаса Воздвиженської церкви Скиту Манявського». Національний музей у Львові
- • 2007 р. «Страсті Христові. Виставка однієї ікони». Львівський історичний музей
- • 2008 р. «Спас Нерукотворний – ікона першої половини XVI ст. з Володимир-Волинського історичного музею». Львівський історичний музей
- • 2010 р. «Реставрація іконостаса з церкви села Гумнисько». Львівська Національна галерея мистецтв
- • 2011 р. «Врятовані скарби. Виставка відреставрованих ікон у Львівській філії Національного науково-дослідного реставраційного центру України». Львівська Національна галерея мистецтв
- • 2011 р. «Вівтар Св. Анни кінця XVI – початку XVII ст. із с. Скелівка (Фельштин)». Львівська Національна галерея мистецтв
- 2012 р. "Ікона Богородиця ХІІІ століття з княжого міста Дорогобуж". Львівський палац мистецтв

## Відділи

### Науково-дослідний відділ
Починаючи з 1990 р. у Львівській філії Національного науково-дослідного реставраційного центру України розпочав свою роботу науково-дослідний відділ. Метою створення відділу було наукове обґрунтування реставраційних процесів. На сьогодні, реставратор, від якого залежить подальша доля шедеврів українського мистецтва, їх фізичне і духовне буття, отримує об'єктивну інформацію, необхідну для роботи, на основі аналітичних методів точних наук.
Над кожним експонатом, що поступає на реставрацію, проводиться комплексне дослідження - мистецтвознавчий, фізичний, хімічний і біологічний аспекти. Цей перелік етапів дослідження не є константою, - збільшення або зменшення обсягу техніко-технологічного дослідження твору визначається метою реставрації та можливостями науково-дослідної лабораторії. Не можливо чітко визначити і першочерговість етапів дослідження, оскільки висновки одного науковця ґрунтуються на висновках інших науковців. Так, мистецтвознавець, який основну інформацію про твір дістає з візуального огляду, точніші висновки базує на основі результатів досліджень хіміка, фізика, біолога. Це допомагає йому встановити і особливості малярської техніки і час створення ікони.
Найефективнішими на початковій стадії дослідження твору є оптико-фізичні дослідження - дослідження в ультрафіолетових променях, в інфрачервоних променях і рентгенівське дослідження. Аналіз твору   в   світлі   видимої  люмінісценції неодноразово давав нам можливість виявити сліди попередніх реставраційних втручань і межу руйнування окремих ділянок ікони. Рентгенівське дослідження - інформацію про наявність запису, структуру деревини, паволоки, ґрунту. До фізичних методів дослідження відноситься і фотофіксація, яка фіксує всі реставраційні процеси до, під час і після реставрації. Окрім цього, фотофіксація і як один із способів дослідження дозволяє відстежити реставрацію найскладніших ділянок твору, застосувавши макро- і мікрозйомку.
Хімічні дослідження, які містять, в основному, інформативне навантаження (ідентифікація лаків, пігментів, фарб) доповнюються ще одним напрямком - пошуком нових хімічних сполук та методів для практичної  реставрації. Хімічні дослідження - трудомісткий і довготривалий процес, що потребує напрацювання певного обсягу матеріалу.
Біологічний напрямок досліджень - це цілий комплекс робіт з вивчення і стабілізації біологічного стану пам'ятки. Значні втрати на творах іноді зумовлені життєдіяльністю мікроорганізмів (грибів, бактерій), що живляться зв'язуючим, пігментами. Проаналізувавши відомі на сьогодні способи боротьби з біошкідниками, оцінивши з наукової точки зору їх негативні і позитивні сторони, в нашій філії було розпочато пошук антисептиків, які  базуються на речовинах природного походження.
Біологічне дослідження - це не лише мікологічне дослідження самої пам'ятки, а й вивчення умов її збереження.
Мікроклімат музеїв - важливий фактор, який найбільше впливає на стан пам'ятки, визначає період її перебування в експозиційному стані. Фахівці ґрунтовно досліджують можливість контролю температурно-вологісного режиму музейних приміщень, а також можливість контролю мікрофлори повітря.
Сьогодні у відділі розробляється новий напрямок досліджень - біохімічний, основна мета якого полягає у впровадженні в реставрацію біохімічних засобів та методів. Цим переслідуємо ціль підвищення ефективності реставраційних процесів, захисту реставратора від побічної дії хімічних сполук і основне - дотримання основного правила реставрації - збереження без змін структури твору.

### Видавнича діяльність
Інфомаційне видання Львівської філії Національного науково-дослідного реставраційного центру України «Бюлетень» засноване в 2000 р., з метою публікування матеріалів з питань теорії та практики реставрації, вивчення мікроклімату музейних приміщень, публікацію матеріалів з реставрації окремих пам'яток, а також висвітлення проблем консервації, реставрації та збереження творів мистецтва в Україні. Окрім того у «Бюлетені» публікуються мистецтвознавчі дослідження присвячені проблемам українського та світового мистецтва.
Інформація в «Бюлетені» розміщена в декількох рубриках: «Мистецтвознавство і дослідження», «Реставрація і проблема збереження пам’яток мистецтва», «Культурно-мистецька інформація», а також «Постаті в культурі України».
Перелік Бюлетенів:
- Номер 1. – Львів, (жовтень). 2000. – 32 с. (Кольорова вкладка – 4 с.)
- Номер 2. – Львів, (січень). 2001. – 32 с.
- Номер 3. – Львів, (червень). 2001. – 32 с. (Кольорова вкладка – 4 с.)
- Номер 4. – Львів, (листопад). 2001. – 32 с. (Кольорова вкладка – 4 с.)
- Номер 5. – Львів, (листопад). 2003. – 36 с. (Кольорова вкладка – 4 с.)
- Номер 6. – Львів, (грудень) 2003. – 12 с. Спеціальний випуск присвячений 20-ти річній діяльності ЛФ ННДРЦ України
- Номер 7. – Львів, (грудень) 2006. – 164 с. (Кольорова вкладка – 10 с.). Спеціальний випуск присвячений реставрації іконостаса церкви Воздвиження Чесного Хреста монастиря Скит Манявський
- Номер 8. – Львів, (грудень) 2006. – 188 с. (Кольорова вкладка – 48 с.)
- Номер 9. – Львів, (грудень) 2007. – 212 с. (Кольорова вкладка – 36 с.)
- Номер 10. – Львів, (грудень) 2008. – 240 с. (Кольорова вкладка – 32 с.). Спеціальний випуск присвячений 25-ти річчю ЛФ ННДРЦ України
- Номер 11. – Львів, (грудень) 2010. – 234 с. (Кольорова вкладка – 34 с.)

Окрім того організація видає ілюстровані видання із серії "Публікація однієї пам'ятки" - публікація однієї видатної пам'ятки, яка була відреставрована у Львівської філії Національного науково-дослідного реставраційного центру України. Започаткована серія виданням в 2005 р. альбому "Іконостас церкви Воздвиження Чесного Хреста монастиря Скит Манявський", який присвячений вивченні та реставрації Богородчанського іконостаса.
- Іконостас церкви Воздвиження Чесного Хреста монастиря Скит Манявський. 2005.
- Ікона "Страсті Христові перш. пол. XVII ст." 2007.
- Ікона "Богородиця-Одигітрія". 2007.
- Ікона "Спас-Нерукотворний. Початок XVI ст. Володимир-Волинський історичний музей. 2010. - 52 с. Іл.
- Ікона " Іван-Хреститель з житієм" Середина XVI ст. Церква-музей Зішестя Святого Духа в Рогатині. 2010. - 80 с. Іл.

### Відділ науково-дослідної реставрації
Відділ науково-дослідної реставрації був створений у 1983 році. Ставлячи перед собою складні завдання порятунку музейних експонатів, у відділі на належному рівні трактуються поняття реставраційної етики. З метою поширення професійної реставраційної освіти та музеології у відділі проводяться стажування художників-реставраторів. 
За час існування відділу проведено реставрацію та консервацію таких відомих пам'яток, як: «Дорогобужська Богородиця» ХІІІ ст.(Рівненський краєзнавчий музей), «Іоан Богослов» XVI ст.(Національний музей Львова), «Іоан Предтеча» XVI ст. (Івано-Франківський художній музей), «Благовіщення» XV ст. Острожський історико-архітектурний заповідник, «Василій Великий» XVII ст. (Національний музей Львова)і т.д.